# Pseudoderopeltis megaloptera
Pseudoderopeltis megaloptera es una especie de cucaracha del género Pseudoderopeltis, familia Blattidae.

## Distribución
Esta especie se encuentra en Sudáfrica, Suazilandia, Mozambique y Zimbabue.